# Wiggle High5 Pro Cycling
El Wiggle High5 Pro Cycling (codi UCI: WHT) és un equip ciclista femení britànic. Creat al 2013 ja amb categoria UCI Women's Team.

## Principals resultats
- A les proves de la Copa del món i de l'UCI Women's WorldTour:
  - Tour de Drenthe: Jolien D'Hoore (2015)
  - Tour de Flandes femení: Elisa Longo Borghini (2015)
  - Tour of Chongming Island World Cup: Giorgia Bronzini (2015),
  - Open de Suède Vårgårda: Jolien D'Hoore (2015)
  - Tour de Chongming Island: Chloe Hosking (2016), Jolien D'Hoore (2017)
  - La Course by Le Tour de France: Chloe Hosking (2016)
  - La Madrid Challenge by La Vuelta: Jolien D'Hoore (2016, 2017)
  - Strade Bianche: Elisa Longo Borghini (2017)
- Altres:
  - Emakumeen Euskal Bira: Emma Johansson (2016)

## Classificacions UCI

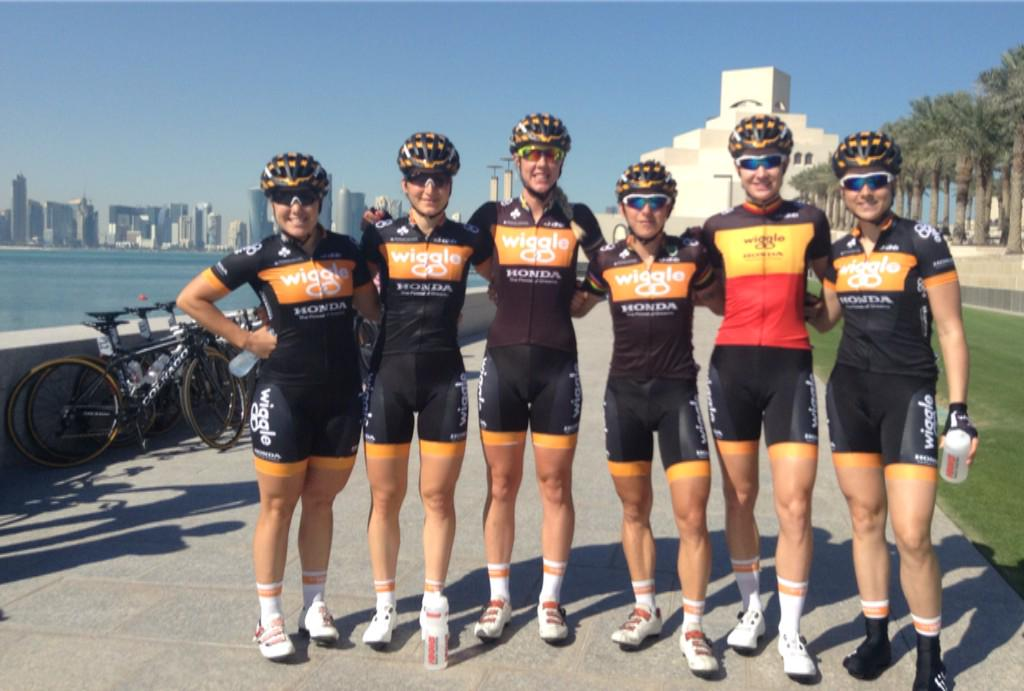
L'equip al 2015

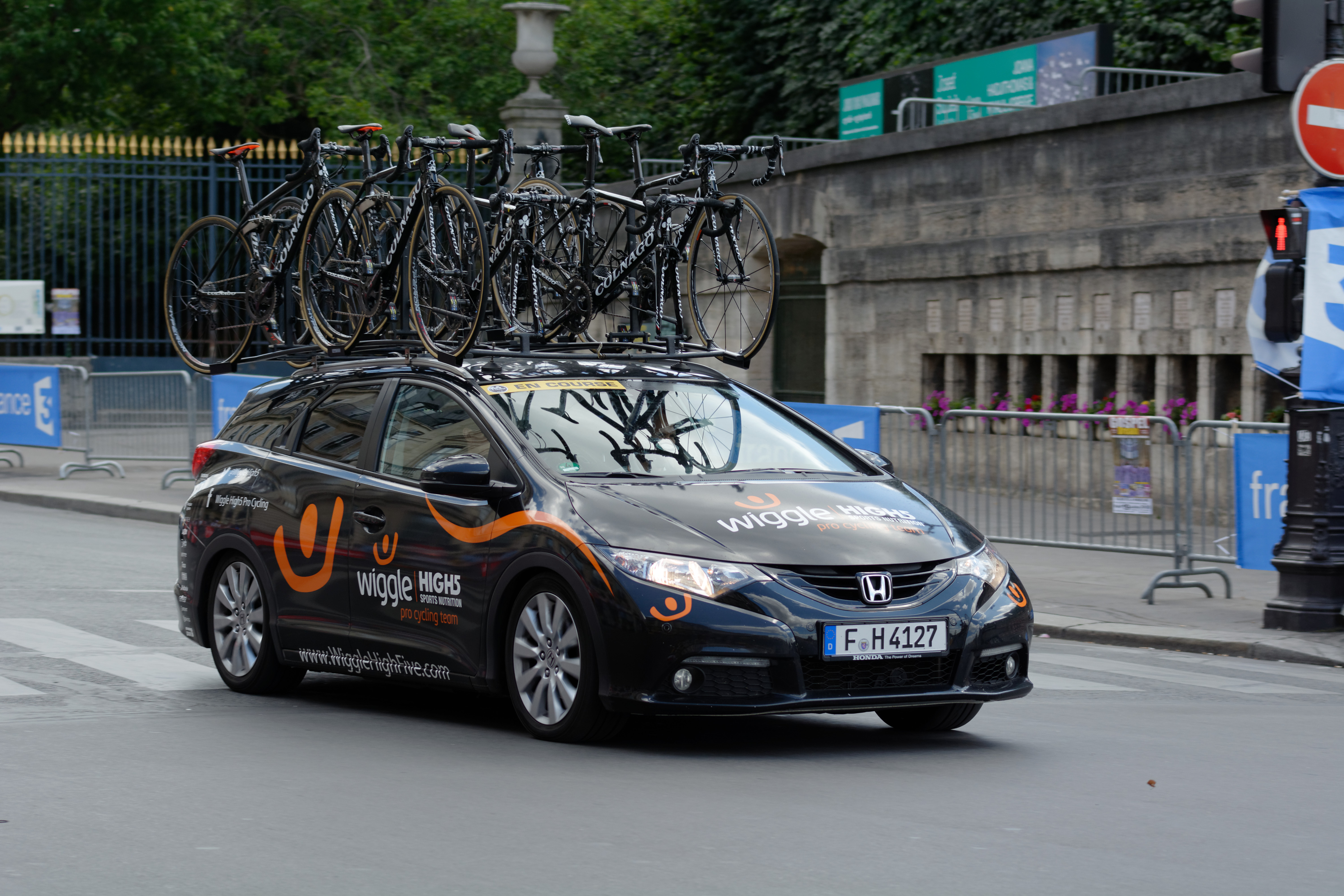
Vehicle de l'equip al 2016

Aquesta taula mostra la plaça de l'equip a la classificació de la Unió Ciclista Internacional a final de temporada i també la millor ciclista en la classificació individual de cada temporada.
| Temporada | Classificació per equips | Millor ciclista en la classificació individual |
| --------- | ------------------------ | ---------------------------------------------- |
| 2013      | 5è                       | Giorgia Bronzini (4a)                          |
| 2014      | 7è                       | Giorgia Bronzini (6a)                          |
| 2015      | 3r                       | Jolien D'Hoore (3a)                            |
| 2016      | 3r                       | Emma Johansson (3a)                            |
| 2017      | 6è                       | Jolien D'Hoore (7a)                            |

Del 2013 al 2015 l'equip va participar en la Copa del món
| Temporada | Classificació per equips | Millor ciclista en la classificació individual |
| --------- | ------------------------ | ---------------------------------------------- |
| 2013      | 7è                       | Giorgia Bronzini (9a)                          |
| 2014      | 8è                       | Giorgia Bronzini (10a)                         |
| 2015      | 2n                       | Jolien D'Hoore (3a)                            |

A partir del 2016, l'UCI Women's WorldTour va substituir la copa del món
| Temporada | Classificació per equips | Millor ciclista en la classificació individual |
| --------- | ------------------------ | ---------------------------------------------- |
| 2016      | 2n                       | Elisa Longo Borghini (5a)                      |
| 2017      | 3r                       | Elisa Longo Borghini (5a)                      |

## Composició de l'equip
| \| Llista de l'equip 2013 \| Llista de l'equip 2013 \| Llista de l'equip 2013 \| Llista de l'equip 2013 \| \| Ciclista \| Data de naixement \| Equip previ \| \| \| --------------------------------------- \| ---------------------- \| ----------------------------- \| ---------------------- \| \| Elinor Barker \| 7 de setembre de 1994 \| \| \| \| Beatrice Bartelloni \| 5 de febrer de 1993 \| \| \| \| Charlotte Becker (29 de maig–31 de des) \| 19 de maig de 1983 \| Specialized-Lululemon (2012) \| \| \| Giorgia Bronzini \| 3 de agost de 1983 \| Diadora-Pasta Zara (2012) \| \| \| Emily Collins \| 16 de setembre de 1990 \| \| \| \| Rochelle Gilmore \| 14 de desembre de 1981 \| Faren-Honda (2012) \| \| \| Mayuko Hagiwara \| 16 de octubre de 1986 \| \| \| \| Danielle King \| 21 de novembre de 1990 \| Vision 1 Racing (2009) \| \| \| Lauren Kitchen \| 21 de novembre de 1990 \| Rabobank Women (2012) \| \| \| Peta Mullens \| 8 de març de 1988 \| \| \| \| Amy Roberts \| 24 de desembre de 1994 \| \| \| \| Joanna Rowsell \| 5 de desembre de 1988 \| Matrix Fitness-Prendas (2012) \| \| \| Laura Trott \| 24 de abril de 1992 \| \| \| \| Linda Villumsen \| 9 de abril de 1985 \| Orica-AIS (2012) \| \| \| \| \| \| \| \| Font: Cycling Archives \| \| \| \| |                        |                               |  |
| Llista de l'equip 2013 |                        |                               |  |
| Ciclista | Data de naixement      | Equip previ                   |  |
| Elinor Barker | 7 de setembre de 1994  |                               |  |
| Beatrice Bartelloni | 5 de febrer de 1993    |                               |  |
| Charlotte Becker (29 de maig–31 de des) | 19 de maig de 1983     | Specialized-Lululemon (2012)  |  |
| Giorgia Bronzini | 3 de agost de 1983     | Diadora-Pasta Zara (2012)     |  |
| Emily Collins | 16 de setembre de 1990 |                               |  |
| Rochelle Gilmore | 14 de desembre de 1981 | Faren-Honda (2012)            |  |
| Mayuko Hagiwara | 16 de octubre de 1986  |                               |  |
| Danielle King | 21 de novembre de 1990 | Vision 1 Racing (2009)        |  |
| Lauren Kitchen | 21 de novembre de 1990 | Rabobank Women (2012)         |  |
| Peta Mullens | 8 de març de 1988      |                               |  |
| Amy Roberts | 24 de desembre de 1994 |                               |  |
| Joanna Rowsell | 5 de desembre de 1988  | Matrix Fitness-Prendas (2012) |  |
| Laura Trott | 24 de abril de 1992    |                               |  |
| Linda Villumsen | 9 de abril de 1985     | Orica-AIS (2012)              |  |
| |                        |                               |  |
| Font: Cycling Archives |                        |                               |  |

| \| Llista de l'equip 2014 \| Llista de l'equip 2014 \| Llista de l'equip 2014 \| Llista de l'equip 2014 \| \| Ciclista \| Data de naixement \| Equip previ \| \| \| ------------------------------------ \| ---------------------- \| ----------------------------- \| ---------------------- \| \| Elinor Barker \| 7 de setembre de 1994 \| \| \| \| Beatrice Bartelloni \| 5 de febrer de 1993 \| \| \| \| Charlotte Becker \| 19 de maig de 1983 \| Skil-Argos (2013) \| \| \| Kathryn Bertine (3 de jul–31 de des) \| 11 de maig de 1975 \| \| \| \| Giorgia Bronzini \| 3 de agost de 1983 \| Diadora-Pasta Zara (2012) \| \| \| Emily Collins \| 16 de setembre de 1990 \| \| \| \| Emilia Fahlin \| 24 de octubre de 1988 \| Hitec Products UCK (2013) \| \| \| Rochelle Gilmore \| 14 de desembre de 1981 \| Faren-Honda (2012) \| \| \| Mayuko Hagiwara \| 16 de octubre de 1986 \| \| \| \| Danielle King \| 21 de novembre de 1990 \| Vision 1 Racing (2009) \| \| \| Peta Mullens \| 8 de març de 1988 \| \| \| \| Jessica Mundy (8 de oct–31 de des) \| 20 de setembre de 1994 \| \| \| \| Amy Roberts \| 24 de desembre de 1994 \| \| \| \| Eileen Roe \| 24 de setembre de 1989 \| \| \| \| Joanna Rowsell \| 5 de desembre de 1988 \| Matrix Fitness-Prendas (2012) \| \| \| Anna Sanchis Chafer \| 18 de octubre de 1987 \| Bizkaia-Durango (2013) \| \| \| Laura Trott \| 24 de abril de 1992 \| \| \| \| Linda Villumsen \| 9 de abril de 1985 \| Orica-AIS (2012) \| \| \| Rebecca Wiasak \| 24 de maig de 1984 \| \| \| \| \| \| \| \| \| Font: Cycling Archives \| \| \| \| |                        |                               |  |
| Llista de l'equip 2014 |                        |                               |  |
| Ciclista | Data de naixement      | Equip previ                   |  |
| Elinor Barker | 7 de setembre de 1994  |                               |  |
| Beatrice Bartelloni | 5 de febrer de 1993    |                               |  |
| Charlotte Becker | 19 de maig de 1983     | Skil-Argos (2013)             |  |
| Kathryn Bertine (3 de jul–31 de des) | 11 de maig de 1975     |                               |  |
| Giorgia Bronzini | 3 de agost de 1983     | Diadora-Pasta Zara (2012)     |  |
| Emily Collins | 16 de setembre de 1990 |                               |  |
| Emilia Fahlin | 24 de octubre de 1988  | Hitec Products UCK (2013)     |  |
| Rochelle Gilmore | 14 de desembre de 1981 | Faren-Honda (2012)            |  |
| Mayuko Hagiwara | 16 de octubre de 1986  |                               |  |
| Danielle King | 21 de novembre de 1990 | Vision 1 Racing (2009)        |  |
| Peta Mullens | 8 de març de 1988      |                               |  |
| Jessica Mundy (8 de oct–31 de des) | 20 de setembre de 1994 |                               |  |
| Amy Roberts | 24 de desembre de 1994 |                               |  |
| Eileen Roe | 24 de setembre de 1989 |                               |  |
| Joanna Rowsell | 5 de desembre de 1988  | Matrix Fitness-Prendas (2012) |  |
| Anna Sanchis Chafer | 18 de octubre de 1987  | Bizkaia-Durango (2013)        |  |
| Laura Trott | 24 de abril de 1992    |                               |  |
| Linda Villumsen | 9 de abril de 1985     | Orica-AIS (2012)              |  |
| Rebecca Wiasak | 24 de maig de 1984     |                               |  |
| |                        |                               |  |
| Font: Cycling Archives |                        |                               |  |

| \| Llista de l'equip 2015 \| Llista de l'equip 2015 \| Llista de l'equip 2015 \| Llista de l'equip 2015 \| \| Ciclista \| Data de naixement \| Equip previ \| \| \| ---------------------- \| ---------------------- \| --------------------------------- \| ---------------------- \| \| Mara Abbott \| 14 de novembre de 1985 \| UnitedHealthcare (2014) \| \| \| Anna Christian \| 6 de agost de 1995 \| Epic Cycles-Scott Contessa (2014) \| \| \| Giorgia Bronzini \| 3 de agost de 1983 \| Diadora-Pasta Zara (2012) \| \| \| Audrey Cordon-Ragot \| 22 de setembre de 1989 \| Hitec Products (2014) \| \| \| Jolien D'Hoore \| 14 de març de 1990 \| Lotto Belisol Ladies (2014) \| \| \| Annette Edmondson \| 12 de desembre de 1991 \| Orica-AIS (2014) \| \| \| Emilia Fahlin \| 24 de octubre de 1988 \| Hitec Products UCK (2013) \| \| \| Mayuko Hagiwara \| 16 de octubre de 1986 \| \| \| \| Chloe Hosking \| 1 de octubre de 1990 \| Hitec Products (2014) \| \| \| Danielle King \| 21 de novembre de 1990 \| Vision 1 Racing (2009) \| \| \| Elisa Longo Borghini \| 10 de desembre de 1991 \| Hitec Products (2014) \| \| \| Peta Mullens \| 8 de març de 1988 \| \| \| \| Amy Roberts \| 24 de desembre de 1994 \| \| \| \| Eileen Roe \| 24 de setembre de 1989 \| \| \| \| Anna Sanchis Chafer \| 18 de octubre de 1987 \| Bizkaia-Durango (2013) \| \| \| \| \| \| \| \| Font: Cycling Archives \| \| \| \| |                        |                                   |  |
| Llista de l'equip 2015 |                        |                                   |  |
| Ciclista | Data de naixement      | Equip previ                       |  |
| Mara Abbott | 14 de novembre de 1985 | UnitedHealthcare (2014)           |  |
| Anna Christian | 6 de agost de 1995     | Epic Cycles-Scott Contessa (2014) |  |
| Giorgia Bronzini | 3 de agost de 1983     | Diadora-Pasta Zara (2012)         |  |
| Audrey Cordon-Ragot | 22 de setembre de 1989 | Hitec Products (2014)             |  |
| Jolien D'Hoore | 14 de març de 1990     | Lotto Belisol Ladies (2014)       |  |
| Annette Edmondson | 12 de desembre de 1991 | Orica-AIS (2014)                  |  |
| Emilia Fahlin | 24 de octubre de 1988  | Hitec Products UCK (2013)         |  |
| Mayuko Hagiwara | 16 de octubre de 1986  |                                   |  |
| Chloe Hosking | 1 de octubre de 1990   | Hitec Products (2014)             |  |
| Danielle King | 21 de novembre de 1990 | Vision 1 Racing (2009)            |  |
| Elisa Longo Borghini | 10 de desembre de 1991 | Hitec Products (2014)             |  |
| Peta Mullens | 8 de març de 1988      |                                   |  |
| Amy Roberts | 24 de desembre de 1994 |                                   |  |
| Eileen Roe | 24 de setembre de 1989 |                                   |  |
| Anna Sanchis Chafer | 18 de octubre de 1987  | Bizkaia-Durango (2013)            |  |
| |                        |                                   |  |
| Font: Cycling Archives |                        |                                   |  |

| \| Llista de l'equip 2016 \| Llista de l'equip 2016 \| Llista de l'equip 2016 \| Llista de l'equip 2016 \| \| Ciclista \| Data de naixement \| Equip previ \| \| \| --------------------------------- \| ---------------------- \| --------------------------------- \| ---------------------- \| \| Mara Abbott \| 14 de novembre de 1985 \| UnitedHealthcare (2014) \| \| \| Giorgia Bronzini \| 3 de agost de 1983 \| Diadora-Pasta Zara (2012) \| \| \| Anna Christian \| 6 de agost de 1995 \| Epic Cycles-Scott Contessa (2014) \| \| \| Audrey Cordon-Ragot \| 22 de setembre de 1989 \| Hitec Products (2014) \| \| \| Jolien D'Hoore \| 14 de març de 1990 \| Lotto Belisol Ladies (2014) \| \| \| Annette Edmondson \| 12 de desembre de 1991 \| Orica-AIS (2014) \| \| \| Lucy Garner \| 20 de setembre de 1994 \| Liv-Plantur (2015) \| \| \| Mayuko Hagiwara \| 16 de octubre de 1986 \| \| \| \| Chloe Hosking \| 1 de octubre de 1990 \| Hitec Products (2014) \| \| \| Emma Johansson \| 23 de setembre de 1983 \| Orica-AIS (2015) \| \| \| Danielle King \| 21 de novembre de 1990 \| Vision 1 Racing (2009) \| \| \| Elisa Longo Borghini \| 10 de desembre de 1991 \| Hitec Products (2014) \| \| \| Peta Mullens (1 de gen–20 de feb) \| 8 de març de 1988 \| \| \| \| Amy Pieters \| 1 de juny de 1991 \| Liv-Plantur (2015) \| \| \| Amy Roberts \| 24 de desembre de 1994 \| \| \| \| Anna Sanchis Chafer \| 18 de octubre de 1987 \| Bizkaia-Durango (2013) \| \| \| \| \| \| \| \| Font: Cycling Archives \| \| \| \| |                        |                                   |  |
| Llista de l'equip 2016 |                        |                                   |  |
| Ciclista | Data de naixement      | Equip previ                       |  |
| Mara Abbott | 14 de novembre de 1985 | UnitedHealthcare (2014)           |  |
| Giorgia Bronzini | 3 de agost de 1983     | Diadora-Pasta Zara (2012)         |  |
| Anna Christian | 6 de agost de 1995     | Epic Cycles-Scott Contessa (2014) |  |
| Audrey Cordon-Ragot | 22 de setembre de 1989 | Hitec Products (2014)             |  |
| Jolien D'Hoore | 14 de març de 1990     | Lotto Belisol Ladies (2014)       |  |
| Annette Edmondson | 12 de desembre de 1991 | Orica-AIS (2014)                  |  |
| Lucy Garner | 20 de setembre de 1994 | Liv-Plantur (2015)                |  |
| Mayuko Hagiwara | 16 de octubre de 1986  |                                   |  |
| Chloe Hosking | 1 de octubre de 1990   | Hitec Products (2014)             |  |
| Emma Johansson | 23 de setembre de 1983 | Orica-AIS (2015)                  |  |
| Danielle King | 21 de novembre de 1990 | Vision 1 Racing (2009)            |  |
| Elisa Longo Borghini | 10 de desembre de 1991 | Hitec Products (2014)             |  |
| Peta Mullens (1 de gen–20 de feb) | 8 de març de 1988      |                                   |  |
| Amy Pieters | 1 de juny de 1991      | Liv-Plantur (2015)                |  |
| Amy Roberts | 24 de desembre de 1994 |                                   |  |
| Anna Sanchis Chafer | 18 de octubre de 1987  | Bizkaia-Durango (2013)            |  |
| |                        |                                   |  |
| Font: Cycling Archives |                        |                                   |  |

| \| Llista de l'equip 2017 \| Llista de l'equip 2017 \| Llista de l'equip 2017 \| Llista de l'equip 2017 \| \| Ciclista \| Data de naixement \| Equip previ \| \| \| ---------------------- \| ---------------------- \| ------------------------------------ \| ---------------------- \| \| Giorgia Bronzini \| 3 de agost de 1983 \| Diadora-Pasta Zara (2012) \| \| \| Amy Cure \| 31 de desembre de 1992 \| Lotto Soudal Ladies (2015) \| \| \| Audrey Cordon-Ragot \| 22 de setembre de 1989 \| Hitec Products (2014) \| \| \| Jolien D'Hoore \| 14 de març de 1990 \| Lotto Belisol Ladies (2014) \| \| \| Annette Edmondson \| 12 de desembre de 1991 \| Orica-AIS (2014) \| \| \| Emilia Fahlin \| 24 de octubre de 1988 \| Alé Cipollini (2016) \| \| \| Grace Garner \| 19 de juny de 1997 \| Podium Ambition-Club La Santa (2016) \| \| \| Lucy Garner \| 20 de setembre de 1994 \| Liv-Plantur (2015) \| \| \| Mayuko Hagiwara \| 16 de octubre de 1986 \| \| \| \| Emma Johansson \| 23 de setembre de 1983 \| Orica-AIS (2015) \| \| \| Julie Leth \| 13 de juliol de 1992 \| Hitec Products (2016) \| \| \| Claudia Lichtenberg \| 17 de novembre de 1985 \| Lotto Soudal Ladies (2016) \| \| \| Elisa Longo Borghini \| 10 de desembre de 1991 \| Hitec Products (2014) \| \| \| Amy Roberts \| 24 de desembre de 1994 \| \| \| \| Anna Sanchis Chafer \| 18 de octubre de 1987 \| Bizkaia-Durango (2013) \| \| \| \| \| \| \| \| Font: Cycling Archives \| \| \| \| |                        |                                      |  |
| Llista de l'equip 2017 |                        |                                      |  |
| Ciclista | Data de naixement      | Equip previ                          |  |
| Giorgia Bronzini | 3 de agost de 1983     | Diadora-Pasta Zara (2012)            |  |
| Amy Cure | 31 de desembre de 1992 | Lotto Soudal Ladies (2015)           |  |
| Audrey Cordon-Ragot | 22 de setembre de 1989 | Hitec Products (2014)                |  |
| Jolien D'Hoore | 14 de març de 1990     | Lotto Belisol Ladies (2014)          |  |
| Annette Edmondson | 12 de desembre de 1991 | Orica-AIS (2014)                     |  |
| Emilia Fahlin | 24 de octubre de 1988  | Alé Cipollini (2016)                 |  |
| Grace Garner | 19 de juny de 1997     | Podium Ambition-Club La Santa (2016) |  |
| Lucy Garner | 20 de setembre de 1994 | Liv-Plantur (2015)                   |  |
| Mayuko Hagiwara | 16 de octubre de 1986  |                                      |  |
| Emma Johansson | 23 de setembre de 1983 | Orica-AIS (2015)                     |  |
| Julie Leth | 13 de juliol de 1992   | Hitec Products (2016)                |  |
| Claudia Lichtenberg | 17 de novembre de 1985 | Lotto Soudal Ladies (2016)           |  |
| Elisa Longo Borghini | 10 de desembre de 1991 | Hitec Products (2014)                |  |
| Amy Roberts | 24 de desembre de 1994 |                                      |  |
| Anna Sanchis Chafer | 18 de octubre de 1987  | Bizkaia-Durango (2013)               |  |
| |                        |                                      |  |
| Font: Cycling Archives |                        |                                      |  |